# Kasperl in China
Kasperl in China ist ein von Franz von Pocci verfasstes Stück aus dem Jahre 1855.

## Handlung
Nachdem Kasperl, der von seinem Heimatland genug hatte, sich auf dem Weg nach Amerika in ein Fass stecken und über Bord werfen hat lassen, ist er in China angekommen und dort von Sklavenhändlern an den Mandarin Quingquing verkauft worden, dem er beispielsweise den Zopf wichsen muss. Da Kasperl aber kein Wort Chinesisch spricht und der Minister kein Deutsch, gibt er ihm irgendwann aus Ungeduld eine Ohrfeige, wovon Quinquing tot umfällt. Kasperl verkleidet sich daraufhin als sein Herr und sucht den chinesischen Kaiser auf. Dieser ist jedoch von "Quinquing"'s Benehmen und seinem respektlosen Verlangen nach Bier so empört, dass er ihn allein zurücklässt. Da er nicht ohne irgendeinen Vorteil Minister gewesen sein will, befiehlt Kasperl einem Sklaven, ihm ein Fass Wein zu bringen. Aus diesem steigt jedoch zu Kasperl's Überraschung der Geist seines erschlagenen Herrn Quingquing heraus. Als dieser wieder mit ihm Chinesisch redet, schlägt Kasperl auf ihn ein, bis er wieder im Fass verschwindet. Daraufhin beschließt Kasperl, sich mit Tee zu begnügen und anschließend nach Hause zurückzukehren.

## Chinesische Stereotype und sprachliche Parodie
Pocci beschreibt in dem Stück einige chinesische Stereotype: Laut Kasperl trinken sie nur Tee, der Kaiser erwähnt den ihm verhassten Genuss von Opium. Außerdem sprechen die Chinesen kein echtes Chinesisch, sondern eher eine Fantasiesprache, die, für Pocci bei Parodien von Fremdsprachen üblich, einige deutsche Wörter enthalten, die nur ausländisch klingen. Beispielsweise lautet der Name des kaiserlichen Kammerdieners Kakao, oder Quingquing gibt den Befehl zum Zopfwichsen mit den Worten: "Wixlipixlichaochao".